# ماسيكوت
ماسيكُوت (ملاحظة 1) هو معدن أكسيدي يمتلك نظام بلوري معيني قائم.

## هوامش
(ملاحظة 1) أو الإسفيداج المكلس وهو أول أكسيد الرصاص